# Majoritetsbefolkning
Majoritetsbefolkning är den demografiskt dominerande befolkningsgruppen i en given kontext. Termen är deskriptiv och exkluderande. Den används ofta inom sociologi, demografi och relaterade discipliner för att beskriva den befolkningsgrupp i ett samhälle som är dominerande, vanligtvis i termer av etnicitet, språk, kultur, makt eller religion. Den används också i ideologiska diskussioner, till exempel i sammanhang som rör representation, maktrelationer, förtryck, jämlikhet och minoritetsrättigheter.  
Att avgöra vem som tillhör en etnisk eller befolkningsgrupp är komplext eftersom vad som skapar tillhörighet eller utmärker identiteten i en etnisk eller befolkningsgrupp inte är entydigt och dessutom för att individer inom etniska minoriteter kan anse att de också tillhör majoritetsbefolkningen. Även om termen i sig är deskriptiv riskerar dess användning att bli exkluderande eller till och med diskriminerande, och kan bidra till en känsla av utanförskap bland de som inte betecknas som tillhörande majoritetsbefolkningen.  
En regional majoritet(en) är en nationell minoritet som utgör majoritet i en region. En regional majoritet kan utropa en egen nation och göra anspråk på ett landområde. Exempelvis finns rysktalande regionala majoriteter i delar av Estland och Ukraina.
Notera att det i en del samhällen inte finns någon majoritetsbefolkning utan bara ett stort antal etniska minoriteter, som till exempel i USA, vilket beskrivs som en smältdegel av många folk som i hög grad kulturellt har assimilerats och amerikaniserats. 
Många länder har upphört att registrera etnicitet i folkräkningar, eller genomför sällan folkräkningar.
Det förekommer förutfattade meningar om olika etniska minoritetsgruppers hudfärg, klädsel, livsstil och andra avvikande tecken som kan framkalla främlingsfientliga attityder hos en majoritetsbefolkning.